# Клінтон Дінара Анверівна
Дінара Анверівна Клінтон (Наджафова) (нар.. 6 липня 1989, Харків) — українська піаністка, лауреатка міжнародних конкурсів.

## Життєпис
Дінара Клінтон уроджена Наджафова, народилася 6 липня 1989 року в Харкові. Мати — викладачка фортепіано. Своє навчання музиці Дінара розпочала в 4,5 роки у педагога Харківської середньої спеціальної музичної школи Ірини Кривоніс. У 1996 році вступила до першого класу Харківської середньої спеціалізованої школи-інтернату до викладачки Світлани Захарової.
У 1998 році, будучи наймолодшою фіналісткою в історії конкурсу, виборола 1-у премію на конкурсі Володимира Крайнєва. Маестро помітив дівчинку і взяв участь в її подальшій долі: Дінара стала стипендіаткою Благодійного фонду Володимира Крайнєва і неодноразово виступала на одній сцені з великим піаністом.
У 2001—2007 роках Дінара навчалася в музичній школі при Московській консерваторії імені Чайковського в класі заслуженого артиста Росії, професора Валерія П'ясецького. У березні 2004 року стала лауреаткою 2-ї премії Міжнародного юнацького конкурсу імені П. І. Чайковського, який проводився в Японії у місті Курасікі.
У травні 2004 року представила Росію на «Євробаченні для молодих музикантів» і виборола 3-ю премію.
У 2007 році Дінара пройшла відбір і стала наймолодшою учасницею XIII Міжнародного конкурсу імені Чайковського в Москві.
У серпні 2007 року, у віці 18 років, стала лауреаткою конкурсу імені Ф. Бузоні в Больцано, Італія, розділивши 2-е місце з Софією Гуляк (1-е місце не було присуджене).
У 2007—2012 роках Дінара навчалась у Московській державній консерваторії імені П. І. Чайковського у класі народної артистки Росії, професорки Елісо Вірсаладзе.
У 2008 році змінила прізвище з «Наджафова» на «Клінтон».
З 2012 року — студентка Королівського коледжу музики в Лондоні (Royal College of Music London) у класі Діни Парахінойї
В листопаді 2013 року Дінара стала володаркою 2-ї премії і трьох спеціальних призів на Міжнародному конкурсі імені Падеревського в Бидгощі у Польщі.
У 2014-му виборола третє місце на Міжнародному конкурсі піаністів BNDES в Ріо-де-Жанейро (Бразилія).

#### Премії на міжнародних конкурсах
- 1997 — «Virtuosi per Musica del Pianoforte», Чехія (I премія)
- 1998 — Міжнародний конкурс Володимира Крайнєва, Україна (I премія)
- 2003 — Міжнародний конкурс імені Зайлера, Німеччина (I премія)
- 2004 — Міжнародний юнацький конкурс імені Чайковського, Японія (II премія)
- 2004 — Конкурс молодих музикантів «Євробачення», Швейцарія (III премія)
- 2006 — Міжнародний конкурс Володимира Крайнєва, Україна (Гран-прі)
- 2006 — Диплом Міжнародного конкурсу піаністів в Хамамацу, Японія
- 2007 — Міжнародний конкурс імені Ф. Бузоні, Італія (II премія)
- 2009 — Міжнародний конкурс піаністів в Тбілісі, Грузія, (II премія)
- 2010 — Міжнародний конкурс «Inerlaken Classic», Швейцарія (Гран-прі)
- 2013 — Міжнародний конкурс імені Падеревського, Польща (II премія)